# Israel Meir Kirzner
Israel Meir Kirzner (Yisroel Mayer Kirzner) (Londres, 13 de febrer de 1930) és un economista estatunidenc d'origen anglès, un dels més reconeguts de l'Escola Austríaca.

## Biografia
Kirzner és fill d'un famós rabí i talmudista. Va néixer en Londres, Anglaterra, i va emigrar als Estats Units via Sud-àfrica.

## Educació
Va rebre el seu títol llicenciat summa cum laude en el Brooklyn College en 1954, i va cursar un màster i un doctorat en la Universitat de Nova York en 1957 on va ser alumne de Ludwig von Mises.

## Economia
Els treballs més notables de Kirzner es troben en el camp de l'economia del coneixement i la iniciativa empresarial i l'ètica dels mercats. És professor emèrit en economia a la Universitat de Nova York, i és una autoritat acadèmica quant al pensament i la metodologia de Ludwig von Mises.

## Autor
Algunes de les seves obres més importants sobre economia són les següents: 
"Entrepreneurial Discovery and The Competitive Market Process: An Austrian Approach," Journal of Economic Literature. (Març 1997) 
The Meaning of Market Process. (Routledge 1992) 
Discovery, Capitalism and Distributive Justice. (Basil Blackwell 1989) 
Competition and Entrepreneurship, (Chicago 1973), ISBN 0226437760.

## Expert en Judaisme ortodox
Kirzner és així mateix un ordenat rabí haredi i especialista en el Talmud, i exerceix de rabí en la congregació que anteriorment encapçalava el seu pare en Brooklyn, Nova York. és un dels més famosos deixebles del rabí Isaac Hutner, l'últim director de la Yeshiva Rabbi Chaim Berlin, on va estudiar durant molts anys durant els mateixos anys en els quals va obtenir la seva experiència acadèmica. Kirzner és una autoritat en els escrits de Hutner i és un dels pocs editors oficials de totes les obres que Hutner escriu.